# الشيتاني
الشيتاني، عزبة تابعة لقرية المندورة بالوحدة المحلية لقرية أبو مندور، التابعة لمركز دسوق، التابع لمحافظة كفر الشيخ في جمهورية مصر العربية.
ويرجع تسمية العزبة باسم الشيتاني لاسم ملاكها الشيخ محمد الشيتاني والشيخ عبده الشيتاني والذى كان عملهم فى تجارة الأقطان فى مصر